# Dyonizy Gliński
Dyonizy Paweł Gliński, używający także nazwiska Biliński, ps. „Andrzej” (ur. 28 kwietnia 1930 w Warszawie, zm. 24 stycznia 2013 tamże) – polski pułkownik Służby Bezpieczeństwa i dyplomata, ambasador PRL/RP w Pakistanie (1988–1992).

## Życiorys
Dyonizy Gliński pochodził z praskiej rodziny robotniczej. Podczas wojny stracił rodziców (Eugenia i Feliks). W czasie powstania warszawskiego wywieziony na Pomorze do pracy na roli.

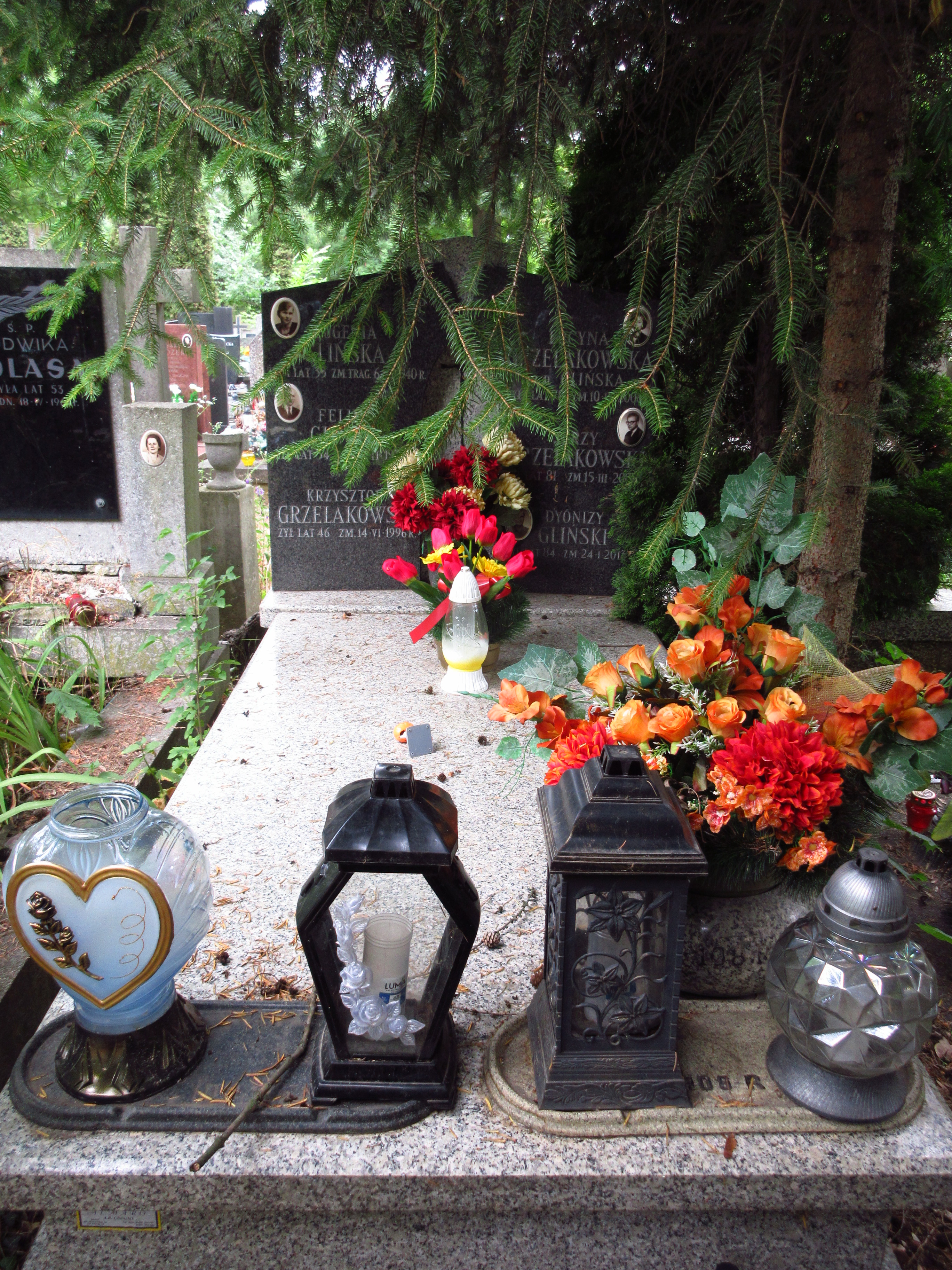
Grób Dyonizego Glińskiego na Cmentarzu Bródnowskim.

Po 1945 działacz Związku Walki Młodych i Związku Młodzieży Polskiej, funkcyjny w organizacji Służba Polsce. W 1949 zgłosił się do służby w aparacie bezpieczeństwa. W 1950 zdał maturę. Ukończył ekonomię w Szkole Głównej Służby Zagranicznej. W latach 1950–1955 pracował w stołecznym Urzędzie Bezpieczeństwa Publicznego, gdzie szybko awansował m.in. za zasługi w zwalczaniu duchowieństwa. W latach 1957–1958 słuchacz Szkoły Departamentu I MSW. Dzięki dobremu sprawowaniu w służbie, przymykano oko na pijackie burdy, jakie wyprawiał na warszawskiej Pradze. Od ucieczki Michała Goleniewskiego w 1961 Gliński występował jako „Dyonizy Biliński” (przy czym jego nową tożsamość miał znać także zbiegły Janusz Kochański). W latach 1961–1965 rezydent w Londynie pod pseudonimem „Andrzej”. Po powrocie zastępca naczelnika Wydziału IV. Odpowiadał także za wywiad na kierunku USA. W latach 1968–1972 rezydent jako radca w ambasadzie w Waszyngtonie, a od 1972 do 1975 komendant OKKW w Starych Kiejkutach. W latach 1977–1981 rezydent w Stałym Przedstawicielstwie Nowym Jorku. Po powrocie naczelnik Wydziału X zajmującego się kontrwywiadem zagranicznym, od 1985 zastępca, a później dyrektor Departamentu Konsularnego Ministerstwa Spraw Zagranicznych. Od 14 lipca 1988 do 1 kwietnia 1992 pełnił funkcję ambasadora w Pakistanie. W międzyczasie, w lipcu 1990, został zwolniony ze służby w wywiadzie.
W czerwcu 1988 został powołany w skład Rady Ochrony Pamięci Walk i Męczeństwa (do 1990).
Pochowany na cmentarzu Bródnowskim w Warszawie (kwatera 108R-1-19).

## Odznaczenia
- Odznaka „Za Zasługi dla ZBoWiD” (1987)[9]